# Joseph Symons
```

```

Joseph Keith Symons (ur. 14 października 1932 w Champion, Michigan) – amerykański duchowny katolicki, biskup Palm Beach w latach 1990-1998.

## Życiorys
Święcenia kapłańskie otrzymał 18 maja 1958 i inkardynowany został do diecezji Saint Augustine. Po dziesięciu latach dołączył do nowo utworzonej diecezji Saint Petersburg, która wydzielona została z diecezji St. Augustine. Sprawował wiele funkcji w kurii. W latach 70. kanclerz diecezji. 
16 stycznia 1981 papież Jan Paweł II mianował go biskupem pomocniczym Saint Petersburga ze stolicą tytularną Sigus. Sakry udzielił mu jego ówczesny zwierzchnik bp William Thomas Larkin. 
4 października 1983 mianowany ordynariuszem diecezji Pensacola-Tallahassee. 12 czerwca 1990 przeniesiony na biskupstwo Palm Beach.

## Skandal seksualny
6 czerwca 1998 złożył rezygnację z pełnionej funkcji z powodu skandalu obyczajowego. Po pojawieniu się oskarżeń o wykorzystywanie nieletnich, bp Symons przyznał się do molestowania seksualnego pięciu ministrantów, gdy był jeszcze młodym księdzem. Oznajmił również, że ostatni raz niegodnych czynów dopuścił się 25 lat wcześniej. Został skierowany na leczenie do St. Luke Institute w Waszyngtonie. Rok później powrócił do swego rodzinnego Michigan i zamieszkał w klasztorze.